# Рабочая солидарность
Рабочая солидарность (астур. Andecha Obrera) — испанская (астурийская) леворадикальная организация, созданная в 1983 году с целью поддержки и защиты рабочего движения в Астурии. Действовала в основном в городе Хихон и просуществовала до конца 80-х. Теракты организации не приводили к смерти людей, часто носили символический характер.

## Интересные факты
- Астурийская рок-группа Dixebra в своей песне «Manifiestu’l Frente Folixariu» скандирует название этой организации.